# Ectropothecium micro-verrucosum
Ectropothecium micro-verrucosum là một loài Rêu trong họ Hypnaceae. Loài này được Dixon mô tả khoa học đầu tiên năm 1932.